# Football Club Séoul
Maillots
Actualités
Le Football Club Séoul (en hangul : 서울 구단 프로축구단, et en hanja : 서울特別市 FC), plus couramment abrégé en FC Séoul, est un club sud-coréen de football fondé en 1983 et basé à Séoul, la capitale du pays.
Le club évolue actuellement au sein de la première division professionnelle sud-coréenne de football : la K-League. Il est l'un des clubs les plus titrés du pays.

## Historique
Le club est fondé en 1983 sous le nom de Lucky-Goldstar Hwangso FC à Chungcheong. Après un premier titre en 1985, le club s'implante au stade Dongdaemun à Séoul en 1990 où il sera sacré champion de K-League pour la deuxième fois la même année.
Le Lucky-Goldstar Hwangso FC est par la suite rebaptisé LG Cheetahs en 1991 avant d'être contraint de déménager à Anyang, au sud de Séoul en 1996 par les autorités régissant la K-League. Celles-ci plaidaient alors en faveur d'une implantation régionale plus forte de la compétition.
Le Anyang LG Cheetahs demeura à Anyang pendant près de huit ans, avant de regagner Séoul en 2004. Une seconde jeunesse est donnée au club sous le nom de FC Séoul qui emménage au Seoul World Cup Stadium laissé vacant après la Coupe du monde de football de 2002.
Le FC Séoul est le grand rival du Suwon Samsung Bluewings FC, club de la ville voisine de Suwon. Cette rivalité est héritée de la période durant laquelle le club jouait à Anyang. Ce match est nommé le "Super Match" en Corée du Sud. Les deux rivaux se sont affrontés en finale de la Coupe d'Asie des clubs champions en 2002,remporté par Suwon.
Le 5 décembre 2010, 10 ans après leur dernier titre de K-League,Séoul remporte le championnat pour la quatrième fois de leur histoire.
Le 2 décembre 2012,Séoul remporte le cinquième titre de K-League de leur palmarès avec la très belle saison de leur attaquant Dejan Damjanović auteur de 31 buts en 42 matchs disputés.
Le 2 octobre 2013 Séoul est qualifié pour la prochaine finale de la Ligue des Champions 2013 en battant Esteghlal avec un cumul de buts de 4 à 2. Le club rencontrera en finale le club chinois Guangzhou Evergrande.Le 9 novembre 2013, Seoul perd la finale (match aller domicile 2:2, match retour extérieur 1:1) de la ligue des champions de l'AFC 2013.

## Palmarès
| Compétitions nationales | Compétitions internationales                                    |
| - Championnat de Corée du Sud (6) : - Champion : 1985, 1990, 2000, 2010, 2012 et 2016. - Finaliste : 1986, 1989, 1993, 2001 et 2008. - Coupe de Corée du Sud (2) : - Vainqueur : 1998 et 2015. - Finaliste : 2014 et 2016. - Coupe de la Ligue sud-coréenne (2) : - Vainqueur : 2006 et 2010. - Finaliste : 1992 et 1994, 1999 et 2007. - Supercoupe de Corée du Sud (1) : - Vainqueur : 2001. | - Ligue des champions de l'AFC : - Finaliste : 2001-02 et 2013. |

## Personnalités du club

### Présidents
Le tableau suivant présente la liste des présidents du club depuis 1983.
| Rang | Nom           | Période                     |
| ---- | ------------- | --------------------------- |
| 1    | Koo Ja-kyung  | 12 août 1983-31 déc. 1990   |
| 2    | Koo Bon-moo   | 1er janv. 1991-31 déc. 1997 |
| 3    | Huh Chang-soo | 1er mars 1998-              |

### Entraîneurs
Le tableau suivant présente la liste des entraîneurs du club depuis 1983.
| Rang | Nom                   | Période                     |
| ---- | --------------------- | --------------------------- |
| 1    | Park Se-hak           | 22 déc. 1983-19 nov. 1987   |
| 2    | Ko Jae-wook           | 1er janv. 1988-26 déc. 1988 |
| 3    | Ko Jae-wook (intérim) | 27 déc. 1988-31 déc. 1993   |
| 4    | Cho Young-jeung       | 1er janv. 1994-5 nov. 1996  |

| Rang | Nom            | Période                    |
| ---- | -------------- | -------------------------- |
| 5    | Park Byung-joo | 20 déc. 1996-25 nov. 1998  |
| 6    | Cho Kwang-rae  | 1er déc. 1998-15 déc. 2004 |
| 7    | Lee Jang-soo   | 10 janv. 2005-2 déc. 2006  |
| 8    | Şenol Güneş    | 8 janv. 2007-25 nov. 2009  |

| Rang | Nom                     | Période                   |
| ---- | ----------------------- | ------------------------- |
| 9    | Nelo Vingada            | 3 janv. 2010-13 déc. 2010 |
| 10   | Hwangbo Kwan            | 5 janv. 2011-26 avr. 2011 |
| 11   | Choi Yong-soo (intérim) | 27 avr. 2011-8 déc. 2011  |
| 12   | Choi Yong-soo           | 9 déc. 2011-30 juil. 2020 |

### Joueurs emblématiques
- Kim Yong-dae
- Choi Hyo-jin
- Kim Ju-young
- Cha Du-ri
- Kim Jin-kyu
- Kim Chi-woo
- Ha Dae-sung
- Kim Hyun-sung
- Go Yo-han
- Yun Il-lok
- Choi Tae-uk
- Sergio Escudero
- Dejan Damjanović
- Mauricio Molina
- Valeri Sarytchev

## Sponsors
- 1983-2004 : LG Group
- depuis 2004 : GS Group